# Pristomyrmex pollux
Pristomyrmex pollux is een mierensoort uit de onderfamilie van de Myrmicinae. De wetenschappelijke naam van de soort is voor het eerst geldig gepubliceerd in 1944 door Donisthorpe.